# Воображаемое путешествие
«Воображаемое путешествие» (фр. Le voyage imaginaire, 1925) — французский художественный фильм Рене Клера. Режиссёр посвятил фильм Жоржу Мельесу.

## Сюжет
Во сне банковский служащий переносится в собор Парижской Богоматери, откуда фея берёт его в путешествие в волшебную страну. Вместе с ними отправляются ещё трое коллег клерка, в том числе девушка Люси, которую ревнивая фея превращает в мышь. Сам клерк превращается в собаку, но когда вся компания оказывается в Музее Гревен, где оживают восковые фигуры, он снова приобретает нормальный облик. Проснувшись, он отправляется с Люси в церковь венчаться.

## В ролях
- Долли Дэвис — Люси
- Жан Бёрлин — Жан
- Альбер Прежан — Альберт
- Джим Жеральд — Огюст
- Пол Оливье — Директор банка
- Морис Шуц
- Маргарита Мадис